# Tipula testata
Tipula testata är en tvåvingeart som beskrevs av Alexander 1935. Tipula testata ingår i släktet Tipula och familjen storharkrankar. Inga underarter finns listade i Catalogue of Life.